# イワゴウサトシ
イワゴウ サトシ（本名：岩合 智史（読み同じ）、1983年9月28日 - ）は、日本の俳優、タレント、モデル。
大阪府枚方市出身。関西大学総合情報学部卒業。ミッシングピース所属。

## 人物
- 趣味は、バンド活動(ベース)、広告等の表現物をみること。高校情報科教員免許所持。
- 「俳優になる！」なんて夢見がちなことを軽音サークルの仲間たちはバカにしていたが、発言通り実現させた。

## 出演

### 情報・バラエティ
- バスで恋して（テレビ埼玉）
- SMAP×SMAP（フジテレビ）
- 特番愛と怒りの激白SP（TBS）
- 総合診療医者ドクターG（NHK BShi）
- さんまくりぃむの芸能界個人情報グランプリ（フジテレビ）
- ひるブラ（NHK）
- しあわせの素（フジテレビ）

### テレビドラマ
- ウルトラマンZ 第9話（テレビ東京） - 研究員2 役
- 相棒（テレビ朝日）
  - Season21 第8話（2022年12月7日）- 大久保雅也 役
  - Season23 第14話（2025年2月5日）- 小宮山冬樹 役
- 特捜9 Season6 最終話（2023年5月31日、テレビ朝日） - 三倉陽平 役
- ホスト相続しちゃいました 第8話（2023年6月6日、関西テレビ・フジテレビ） - 東亜アドエージェンシーの営業 役
- アイドル誕生 輝け昭和歌謡（2023年12月1日、NHK BSプレミアム4K / 2024年1月2日、NHK BS）
- アンメット ある脳外科医の日記 第3話（2024年4月29日、関西テレビ・フジテレビ） - 石嶺彰 役[1]
- 買われた男 最終話（2024年6月20日、テレビ大阪） - 長谷川洋介 役[2]

### 配信ドラマ・映画
- 新聞記者 第1話（2022年1月13日配信、Netflix）
- 新幹線大爆破（2025年4月23日配信、Netflix）

### 映画
- 20世紀少年 最終章（東宝）
- ハイキックガール
- ソラニン（Asmilk）
- 踊る大捜査線3（東宝）
- あしたのジョー（東宝）
- 東京モラトリアム（監督：藤井道人）
- ひゃくまんえん（監督：夏目大一朗）
- SURELY SOMEDAY（松竹）
- 冬の猫（監督：夏目大一朗）
- SLOW LAND（監督：藤井道人）
- 恐怖新聞（監督：大森研一）
- JUNCTION「talent」（監督：志真健太郎）
- JUNCTION「ウタタネ」（監督：諸江亮）
- ピンクの仕事（監督：夏目大一朗）
- シン・ゴジラ（総監督：庵野秀明）
- 尊く厳かな死（監督：中川駿）
- カメラを止めるな!（監督：上田慎一郎） - 黒岡大吾 役
- カランコエの花（監督：中川駿）
- キュクロプス（監督：大庭功睦）
- おろかもの （2019年7月、監督：芳賀俊） - 高城健治 役
- シン・ウルトラマン（東宝、監督：樋口真嗣）[3]
- シン・仮面ライダー（2023年3月、監督：庵野秀明）
- ふしぎ駄菓子屋 銭天堂（2024年12月、監督：中田秀夫）[4]

### CM
- 日立ビルシステム

### モデル
- IDEALKINGDOM写真展『DIABOLOS』

### WEB
- イケメンDX
- Panasonic docomo携帯
- 米国食肉輸出連合会 武田聡 役